# Château de Renay
 (juillet 2016).
Si vous disposez d'ouvrages ou d'articles de référence ou si vous connaissez des sites web de qualité traitant du thème abordé ici, merci de compléter l'article en donnant les références utiles à sa vérifiabilité et en les liant à la section « Notes et références ».
Le château de Renay est un ensemble de bâtiments du XVe siècle au XIXe siècle situé à Renay dans le Loir-et-Cher en France.

## Historique
Une tour du XIIe siècle faisait partie d'un système défensif comprenant un ensemble de tours de guet le long du Loir (Châteaudun, Fréteval, Lavardin...) elle a été remaniée au XVIe siècle dans le gout de la Renaissance. Elle est reliée à d'importants bâtiments du XVIIe siècle par une charmante galerie reconstruite au XIXe siècle, auparavant poterne d'entrée avec un magnifique pont levis, il reste une infime partie des douves. La seigneurie de Renay s'étendait sur environ 700 hectares de Chêne-Carré à La Chapelle-Enchérie. Le premier seigneur fut Guillaume de Renay (1180) puis resta dans la même famille de 1400 à 1720 (de Courbenton, de Gallon, Guischard, de Courcillon). En 1720 le financier Jean-Baptiste Geofroy Petit de Saint-Lienne, premier commis de John Law, fait l'acquisition de la seigneurie et du château auprès des héritiers du marquis de Courcillon. Il s'intitule seigneur de Renay, Chêne-Carré, Chanteloup et Champlain. Son fils aîné se fait appeler seigneur de Champlain et transmet le nom de Champlain à ses descendants. En 1751 Petit-de-Saint-Lienne vend la seigneurie au marquis de Rochambeau. Les Rochambeau conservent la propriété du château jusqu'en 1816. Suivent les Raguet Lépine, les Haudos de Possesse, les Jeanpierre, les Roucher. En dernier lieu le château a été la propriété du marchand d'art et collectionneur Sylvain Durand (1928-2018) qui avait fait fortune avec les tableaux de Fernand Léger. Le mobilier du château et l'ensemble de la collection réunie par Sylvain Durand ont été vendus récemment aux enchères et la propriété a beaucoup souffert du manque d'entretien. 
Le château est partiellement inscrit monument historique depuis 1971.